# Neufchâtel-sur-Aisne
 Neufchâtel-sur-Aisne  es una población y comuna francesa, en la región de Picardía, departamento de Aisne, en el distrito de Laon y cantón de Neufchâtel-sur-Aisne.

## Demografía
| 415 | 476 | 576 | 612 | 783 | 712 | 831 | 863 | 877 | 842 | 884 | 806 | 742 | 721 | 733 | 651 | 645 | 657 | 660 | 613 | 406 | 501 | 546 | 509 | 462 | 466 | 434 | 455 | 427 | 403 | 483 | 492 | 438 |
| Para los censos de 1962 a 1999 la población legal corresponde a la población sin duplicidades (Fuente: INSEE [Consultar]) |     |     |     |     |     |     |     |     |     |     |     |     |     |     |     |     |     |     |     |     |     |     |     |     |     |     |     |     |     |     |     |     |